# Gorčinci
Gorčinci (en serbe cyrillique : Горчинци) est un village de Serbie situé dans la municipalité de Babušnica, district de Pirot. Au recensement de 2011, il comptait 418 habitants.
Gorčinci est situé sur les bords de la Lužnica, un affluent de la Vlasina.

## Démographie

### Évolution historique de la population
| 1948  | 1953  | 1961  | 1971 | 1981 | 1991 | 2002 | 2011 |
| ----- | ----- | ----- | ---- | ---- | ---- | ---- | ---- |
| 1 293 | 1 245 | 1 033 | 887  | 751  | 645  | 537  | 418  |

|  |